# Anselmo Banduri
Anselmo Banduri (Dubrovnik 18. kolovoza 1675. – Pariz, 14. siječnja 1743.), bio je hrvatski benediktinac, povjesničar, numizmatičar i bizantolog.

## Životopis
Rođen je u obitelji Matije, uglednog dubrovačkog trgovca, i Deše Volanti, koja je bila sestra stonskog biskupa Frane. Njegovo kršteno ime je Matija, a ušavši u benediktinski red (1692.) uzima ime Anselmo. Prezime Banduri sreće se i kao Bandurini, Bandurović, Bandurius. Njegov rođak Ivan Aletin, tajnik Dubrovačke republike, bio je bibliofil i starinar, a posjedovao je arheološku i numizmatičku zbirku.
Zatim boravi u dubrovačkom samostanu godinu dana, a onda se preselio u Italiju u Montescaglioso, no nakon kraćeg vremena vraća se u Dubrovnik gdje sluša predavanja dominikanca Antuna Bundića. Ubrzo odlazi ponovno u Italiju, u Aversi, gdje studira filozofiju, nakon nekoliko mjeseci seli 1696. u Rim, u kolegij sv. Anselma. Nakon studija nastanio se u samostanu sv. Marije u Firenci, gdje istražuje arhive s usmjerenjem povijest, posebno južnih Slavena.
Godine 1700. dolazi u Firencu najveći tadašnji paleograf benediktinac Bernard de Montfaucona. Banduri mu pomaže u prepisivanju rukopisa, a ovaj uvidjevši učenost Bandurija, obeća mu da će po povratku u Pariz ishoditi da mu se tamo pridruži. Godine 1703. Banduri odlazi u Pariz gdje mu firentinski nadvojvoda Cosio III. Medici, koji mu omogućuje život u tom gradu. Ovdje odmah počinje proučavati rukopise, te otkriva 140 Petrarkinih pisama, što mu podiže ugled u svijetu. Ovdje se Anselmo počeo baviti Bizantom, a u Kraljevskoj knjižnici otkriva anonimni spis „Patria seu Origines Urbis Constantinopoleus”.
Prvo svoje djelo tiska u Parizu 1705. To su sačuvana djela carigradskog patrijarha sv. Nicefora. Djelo doživljava još dva izdanja. U njegovom velikom djelu „Imperium Orientale sive Antiquitates Constantinopolitanae in quatuor partes distributae” sakupljeno je više vrijednih neobjavljenih izvora za povijest Bizanta, kao i neki ranije pronađeni rukopisi, a među njima se nalazio i spis „De administrando imperio” cara Konstantina Porfirogeneta. To je bilo drugo izdanje za hrvatsku povijest važnog djela sačinjenog na osnovi novopronađenog rukopisa. Ovo djelo tiska u Parizu 1712. u dva velika sveska.
Drugo značajno djelo, koje se nadovezuje na prethodno, je „Numismata imperatorum Romanorum a Traiano Decio ad Palaeologos Augustos” (Pariz, 1718.), gdje je opisan život careva i cezara, prikazani kovani novci rimski, grčki i egipatski. Kao dio tog djela izdana je numizmatička bibliografija „Accesit Bibhotheca nummaria, sive auctorum qui de re nummaria scripserunt” nastalih od 16. stoljeća do njegova doba. To djelo je 1719. doživjelo drugo popravljeno izdanje, tiskano u Hamburgu.
Kada je umro upravitelj knjižnice Cosima III., nadvojvoda ga poziva u Firencu, imenovavši ga novim upraviteljem. Banduri nije otputovao, jer je u međuvremenu u Parizu našao zaštitnika kralja Luja XIV. Zahvaljujući njemu postao je 1715. počasnim članom „Academia des Inscription et des Beaux Arts”. Ujedno je postao savjetnik Filipu Orleanskom i upraviteljem numizmatičke zbirke njegove majke Lizolote. No u tom poslu Anselmo je zanemario svoje redovničke dužnosti, te doživljava prigovore. To ga je nagnalo da preseli 1724. u dvorac vojvode od Orleansa. Do smrti (1743.) nije više objelodanio ni jedno djelo. Umro je u Parizu.
Dokumenti, koja se odnose na njegov život, čuvaju se u Državnom arhivu u Firenci, Nacionalnoj knjižnici u Parizu, a pisma u Vatikanskoj knjižnici te kraljevskoj knjižnici u Hagu.

### Članci
- Stipčević, Aleksandar. 1983. Bandur, Anselm. Hrvatski biografski leksikon. Zagreb.  journal zahtijeva |journal= (pomoć)